# Mejry
Mejry (biał. Мейры, Miejry; ros. Мейры, Miejry) – wieś na Białorusi, w obwodzie grodzieńskim, w rejonie lidzkim, w sielsowiecie Wawiórka.

## Historia
W XIX i w początkach XX w. trzy miejscowości: dwie wsie i okolica szlachecka, położone w Rosji, w guberni wileńskiej, w powiecie lidzkim, jedna wieś w gminie Wawerka/Myto, druga wieś oraz okolica w gminie Wasiliszki.
W dwudziestoleciu międzywojennym Mejry były już jedną wsią, leżącą w Polsce, w województwie nowogródzkim, w powiecie lidzkim, w gminie Myto/Wawiórka. W 1921 miejscowość liczyła 184 mieszkańców, zamieszkałych w 34 budynkach, wyłącznie Polaków wyznania rzymskokatolickiego.
Po II wojnie światowej w granicach Związku Sowieckiego. Od 1991 w niepodległej Białorusi.